# 알빈 스텐로스
오스카르 알비누스 ("알빈") 스텐로스(핀란드어: Oskar Albinus ("Albin") Stenroos, 1889년 2월 25일 ~ 1971년 4월 30일)는 핀란드의 육상 선수로 1924년 파리 올림픽 마라톤 금메달리스트이다.
베마에서 태어나 1909년 자신의 첫 마라톤을 뛰어 3위를 하다가, 더 짧은 거리로 바꾸었다.
스텐로스는 1910년 핀란드 국내 선수권 대회에서 10,000m를 우승하여 첫 명성을 얻었다. 하네스 콜레마이넨의 결전으로 1912년부터 1916년까지 5000m와 10,000m의 국내 타이틀을 우승하였으며, 1915년부터 1917년까지 크로스컨트리를 우승하기도 하였다.
1912년 스톡홀름 올림픽에서 10,000m 동메달을 따고, 크로스컨트리에서는 개인전 6위와 단체전 2위를 하였다.
1915년 그는 30km에서 첫 세계 기록 1시간 48분 06.2초를 세웠고, 1923년 20km 세계 기록 1시간 07분 11.2초를 소유하기도 하였다.
안트베르펜 올림픽을 뛰어 넘고, 파리 올림픽에서 마라톤을 뛰기로 결정하여 아주 더운 분위기에서 뛰면서 이탈리아의 로메오 베르티니를 거의 6초 차이로 꺾고 우승하였다.
1926년 보스턴 마라톤 2위를 하고, 다음 보스턴 마라톤에서 기권한 후 육상에서 은퇴하기로 결정하였다.
82세의 나이로 헬싱키에서 사망하였다.